# Viștea
Viștea is een Roemeense gemeente in het district Brașov.
Viștea telt 2082 inwoners.